# Герб Архангельської області

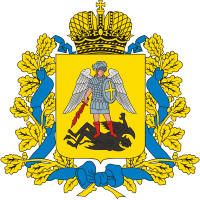
Герб Архангельської області

Герб Архангельської області — символ Архангельської області. Прийнято 15 липня 2003 року.

## Опис
Постановою № 562 від 15 липня 2003 року Архангельські обласні Збори депутатів прийняли Закон «Про герб Архангельської області» (№ 23-ОЗ) з виправленнями (диявол на герб повернувся) і запропонувало адміністрації оголосити конкурс малюнків герба до 1 листопада 2003 року. У тексті Закону герб описаний так:
«Герб Архангельської області являє собою чотирикутний, із закругленими нижніми кутами, загострений у краї золотий щит. У золотому щиті — Святий Архістратиг Михаїл в лазурових (синіх, блакитних) обладунках й у червоних чоботах, що тримає червлений полум'яніючий меч, вістрям донизу й лазуровий щит, який прикрашений золотим хрестом (згідне щиту) і має лазурову облямівку, і, що зневажає чорного перекинутого головою вліво ангела тьми. Геральдичний поворот уліво відповідає повороту вправо від глядача.
Малюнки герба Архангельської області в багатобарвному й одноколірному варіантах поміщені в Додатках N1 і N2 до справжнього обласного закону. Справжнім законом установлюється офіційне тлумачення основних елементів герба Архангельської області:
- Архангел Михаїл — вождь небесного воїнства, небесний заступник Архангельської області;
- ангел тьми — винуватець гріха, зваби, ворожнечі;
- золото гербового поля символізує святість, достаток, могутність, великодушність;
- червоне світло символізує влада й мужність;
- лазур (синій, блакитний) — символ краси, м'якості, величі».

Стаття 2. З метою найповнішого використання представницьких можливостей герба Архангельської області як символу державної влади допускається використання повного (парадного) герба Архангельської області, що являє собою герб зі спеціальними почесними елементами, що оточують щит. Повний герб Архангельської області й порядок його використання встановлюються обласним законом.